# Cantone di La Charité-sur-Loire
Il Cantone di La Charité-sur-Loire è una divisione amministrativa dell'arrondissement di Cosne-Cours-sur-Loire.
A seguito della riforma approvata con decreto del 18 febbraio 2014, che ha avuto attuazione dopo le elezioni dipartimentali del 2015, è passato da 14 a 28 comuni.

## Composizione
I 14 comuni facenti parte prima della riforma del 2014 erano:
- Beaumont-la-Ferrière
- La Celle-sur-Nièvre
- Champvoux
- La Charité-sur-Loire
- Chasnay
- Chaulgnes
- La Marche
- Murlin
- Nannay
- Narcy
- Raveau
- Saint-Aubin-les-Forges
- Tronsanges
- Varennes-lès-Narcy

Dal 2015 i comuni appartenenti al cantone sono i seguenti 28:
- Arbourse
- Arthel
- Arzembouy
- Beaumont-la-Ferrière
- La Celle-sur-Nièvre
- Champlemy
- Champlin
- Champvoux
- La Charité-sur-Loire
- Chasnay
- Chaulgnes
- Dompierre-sur-Nièvre
- Giry
- Lurcy-le-Bourg
- La Marche
- Montenoison
- Moussy
- Murlin
- Nannay
- Narcy
- Oulon
- Prémery
- Raveau
- Saint-Aubin-les-Forges
- Saint-Bonnot
- Sichamps
- Tronsanges
- Varennes-lès-Narcy